# Javier Ortiz
Javier Alonso Ortiz (Bello, 9 gennaio 1989) è un giocatore di calcio a 5 colombiano.

## Carriera
Con la nazionale colombiana ha disputato la Coppa del Mondo 2016 e la Copa América 2017.

## Palmarès
- Liga Colombiana de Fútbol Sala: 1

Real Antioquia: Apertura 2016